# Società Navigazione del Lago di Lugano

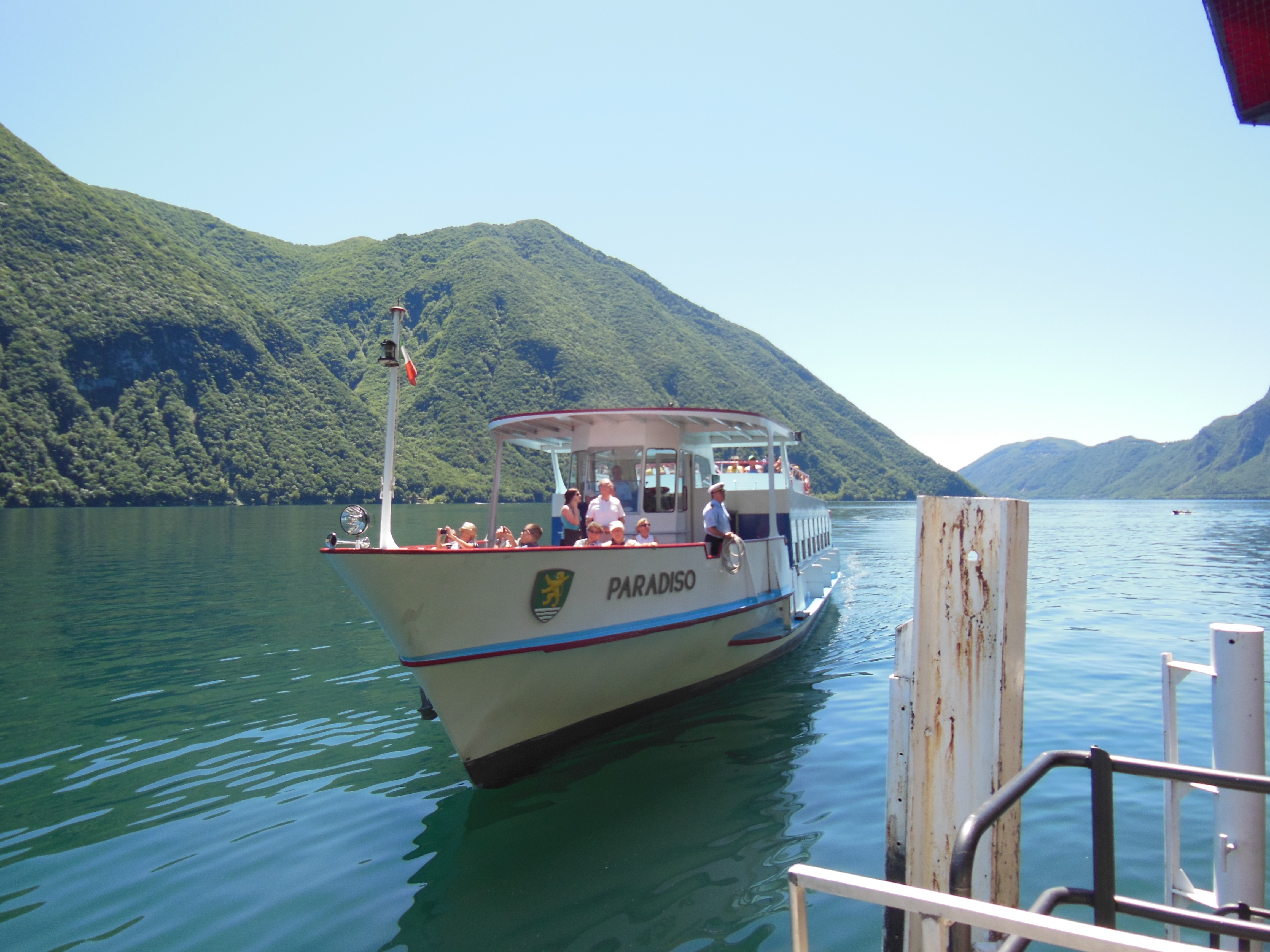
De Paradiso nadert de steiger van Gandia

De Società Navigazione del Lago di Lugano (SNL) is een Zwitsers vervoerbedrijf die maritiem en busvervoer aanbiedt op en rond het Meer van Lugano. Het bedrijf, met zetel te Lugano heeft een vloot van 11 schepen naast het bussenpark. Naast toeristische excursies biedt het bedrijf ook lijndiensten aan op het meer, deels naar locaties die enkel via het water bereikbaar zijn.
Het bedrijf werd opgericht in 1873 als de Società di Navigazione e Ferrovie per lago di Lugano en baatte in die tijd ook twee aparte en niet verbonden spoorlijnen uit, een nog in gebruik zijnde spoorlijn van Menaggio naar Porlezza en een in 1948 gesloten spoorlijn tussen Ponte Tresa en Luino. De onderlinge verbinding gebeurde met stoomboten op het Meer van Lugano. De firma nam zijn huidige naam aan in 1919.